# Avventura di un fotografo
Avventura di un fotografo è un film per la televisione italiano del 1983, diretto e sceneggiato da Francesco Maselli e tratto da un soggetto di Italo Calvino. Fa parte della serie televisiva Dieci registi italiani, dieci racconti italiani.